# Associazione Sportiva San Giovanni
La Associazione Sportiva San Giovanni es un club de fútbol con sede en Borgo Maggiore, San Marino. Fue fundado en 1948 y juega en el Campeonato Sanmarinense de fútbol.

## Palmarés
1 Título Nacional
•Serie A2 1994-95 (1)